# Actinosoma
Actinosoma é um gênero de aranhas que contém a única espécie, Actinosoma pentacanthum. Foi descrito pela primeira vez por E.L. Holmberg em 1883, e é encontrado através da América do Sul, da Colômbia à Argentina.